# Julian Charrière
 (13 mai 2025).
 (décembre 2021).
La mise en forme du texte ne suit pas les recommandations de Wikipédia : il faut le « wikifier ».
Les points d'amélioration suivants sont les cas les plus fréquents. Le détail des points à revoir est peut-être précisé sur la page de discussion.
- Les titres sont pré-formatés par le logiciel. Ils ne sont ni en capitales, ni en gras.
- Le texte ne doit pas être écrit en capitales (les noms de famille non plus), ni en gras, ni en italique, ni en « petit »…
- Le gras n'est utilisé que pour surligner le titre de l'article dans l'introduction, une seule fois.
- L'italique est rarement utilisé : mots en langue étrangère, titres d'œuvres, noms de bateaux, etc.
- Les citations ne sont pas en italique mais en corps de texte normal. Elles sont entourées par des guillemets français : « et ».
- Les listes à puces sont à éviter, des paragraphes rédigés étant largement préférés. Les tableaux sont à réserver à la présentation de données structurées (résultats, etc.).
- Les appels de note de bas de page (petits chiffres en exposant, introduits par l'outil «  Source ») sont à placer entre la fin de phrase et le point final[comme ça].
- Les liens internes (vers d'autres articles de Wikipédia) sont à choisir avec parcimonie. Créez des liens vers des articles approfondissant le sujet. Les termes génériques sans rapport avec le sujet sont à éviter, ainsi que les répétitions de liens vers un même terme.
- Les liens externes sont à placer uniquement dans une section « Liens externes », à la fin de l'article. Ces liens sont à choisir avec parcimonie suivant les règles définies. Si un lien sert de source à l'article, son insertion dans le texte est à faire par les notes de bas de page.
- La présentation des références doit suivre les conventions bibliographiques. Il est recommandé d'utiliser les modèles {{Ouvrage}}, {{Chapitre}}, {{Article}}, {{Lien web}} et/ou {{Bibliographie}}. Le mode d'édition visuel peut mettre en forme automatiquement les références.
- Insérer une infobox (cadre d'informations à droite) n'est pas obligatoire pour parachever la mise en page.

Pour une aide détaillée, merci de consulter Aide:Wikification.
Si vous pensez que ces points ont été résolus, vous pouvez retirer ce bandeau et améliorer la mise en forme d'un autre article.
Julian Charrière (né en 1987) est un artiste conceptuel franco-suisse établi à Berlin. Il utilise un large éventail de mediums dont la photographie, la performance, la sculpture et la vidéo, il s'intéresse aux paradigmes conceptuels, ses projets sont souvent issus d'une expédition dans des lieux reculés aux identités géophysiques aiguës et mettent en évidence le lien indissociable entre la civilisation humaine et l’environnement. 

## Biographie
Charrière est né à Morges, en Suisse, d'un père suisse et d'une mère française. Il a étudié l'art à l'École cantonale d'art du Valais en Suisse avant de s'installer à Berlin pour terminer ses études à l'Universität der Künste où il est diplôme en 2013 de l'Institut Of Spatial Experiments d'Olafur Eliasson.

## Carrière
La pratique de Charrière, axée sur la recherche de Charrière, fusionne l'art, la science et l'anthropologie ; son travail explicite les tensions de notre monde moderne. Inspiré par des artistes du Land Art tels que Robert Smithson ainsi que par des écrivains comme l'auteur JG Ballard, la philosophe Dehlia Hannah ou encore Timothy Morton, son travail contribue à ouvrir le débat au sujet des implications sociales et environnementales relatives aux avancées de notre société, développant l’idée d’un monde humain qui questionne son anthropocentrisme, qui se positionne dans un milieu et non un environnement.
Au travers de son œuvre, Charrière expérimente avec des méthodes et matériaux non conventionnels, déployant leur signification symbolique. Le temps est un thème récurrent dans la pratique de l’artiste qui crée des œuvres d'art dont la temporalité leur est propre, tout en commentant leur place et implication dans l’ère temporelle humaine
Intéressé par le concept de fossiles comme marqueurs physiques du temps et plus précisément par les artefacts qui seront laissés derrière, Charrière a conçu une « géo-archéologie du futur ». La physicalité géologique étant la seule forme de documentation des premiers âges de la Terre, l'artiste a réinterprété cette idée pour créer la série Metamorphism, où des déchets électroniques sont fondus avec de la lave artificielle et transformés en roches d'apparence naturelle, ramenant ainsi les appareils technologiques aux matières premières dont ils sont issus. 
Une grande partie de son travail découle de diverses expéditions à travers le monde, lieux où l’impact de l’homme est visible, comme Semipalatinsk, un ancien site d'essai nucléaire de l'URSS, et son équivalent américain, l'atoll de Bikini dans les îles Marshall. De ces deux voyages ont découlé une série d’images illustrant les vestiges des sites, développées de manière analogue puis exposés à des radiations, donnant à la force invisible de la radioactivité une présence physique sur les images, Après la visite de l’atoll de Bikini, Julian Charrière a également co-écrit avec Nadim Samman — As We Used to Float, une publication entre carnet de voyage et essai critique. Décrit comme : "oscillant entre le récit personnel d'un voyage en mer, au-dessus et au-dessous de l'eau, et une enquête critique sur la géographie post-coloniale, As We Used to Float développe des réflexions plus larges sur le lieu et la subjectivité".
Charrière a été lauréat de plusieurs prix prestigieux. Il a reçu le prix Kiefer Hablitzel lors des Swiss Art Awards en 2013 et 2015. En 2016, Charrière a reçu le Kaiserring Stipendium für Junge Kunst, qui a donné lieu à une exposition personnelle au Mönchehaus Museum Goslar en Allemagne En 2018, l'artiste a reçu le Prix Mobilière qui récompense de jeunes artistes abordant des questionnements sociaux et invoquant de nouvelles perspectives collectives avec leurs positions ; ainsi que le GASAG Kunstpreis décerné tous les deux ans à des artistes dont la position se situe à l'intersection de l'art, de la science et de la technologie. En 2021 il était un des quatre finaliste du “Prix Marcel Duchamp”. 
En 2012, Charrière a collaboré avec l'artiste Julius von Bismarck pour la performance in situ Some Pigeons Are More Equal Than Others lors de la 13e Biennale d'architecture de Venise. Les deux artistes ont continué à travailler ensemble à plusieurs reprises, produisant multiples expositions en tandem.
L'artiste a fait l'objet de l'actualité internationale en mars 2017, lorsque la police berlinoise est intervenue dans son studio après l'essai de sa nouvelle œuvre intitulée The Purchase of the South Pole commentant la politisation du progrès scientifique et les dangers du changement climatique. Le canon à air comprimé de trois mètres de long, devait initialement tirer une noix de coco de l'atoll de Bikini en direction du Pôle Sud, dans le cadre de la première Biennale de l'Antarctique. En raison de sa saisie, l'œuvre d'art n'a jamais atteint l'Antarctique et reste actuellement sous la garde des autorités allemandes.
Dans le cadre de son invitation à la Biennale de l'Antarctique 2017, l'artiste a développé un nouveau corpus d'œuvres à travers lequel il a exploré les régions polaires et leur représentation dans l’imaginaire collectif du XXIe siècle, ce qui a donné lieu à son œuvre cinématographique la plus importante à ce jour, Towards No Earthly Pole, qui a constitué un point central dans les trois expositions personnelles de l'artiste du même nom (MASI Lugano, 2019, Aargauer Kunsthaus, 2020, Dallas Museum of Art, 2021).  Traversée du cosmos de l'artiste, ces expositions proposent une exploration de l'impact de l'activité humaine sur la nature. Charrière utilise les deux éléments opposés de la glace et du feu pour symboliser le changement et la transformation et le contraste entre eux définit les expositions et les guide à travers elles. Sa curiosité et son intérêt pour l’appréhension de l'environnement le conduisent dans des zones où notre passé, notre présent et notre avenir convergent. Une publication est consacrée à l'œuvre cinématographique Towards No Earthly Pole, enrichie d’essais de philosophes, chercheurs en cinéma et d’historiens de l'art et la contextualise à travers des essais écrits par des universitaires de premier plan dans les disciplines de la philosophie, de la recherche cinématographique et de l'histoire de l'art, dont Francesca Benini, Amanda Boetzkes, Katherine Brodbeck, Dehlia Hannah, Scott MacKenzie & Anna Westerstahl Stenport, Shane McCorristine, Nadim Samman et Katrin Weilenmann ainsi qu'une conversation entre l'artiste et Prof. Dr. Konrad Steffen, professeur de climat et cryosphère à l'ETH Zurich et à l'EPFL.
En 2021, Julian Charrière a participé à la Leister Expedition Around North Greenland 2021, une expédition suisse-danoise dont l’objectif était de mener des recherches sur l’impact du changement climatique dans l'Arctique.  Au cours de l'expédition, l'équipe a débarqué sur un îlot de 300 mètres de long formé de boue et de terre, qu’ils croyaient être l'île d’Oodaq pour se rendre compte ensuite qu'ils venaient en fait de découvrir l'île la plus septentrionale de la côte Groenlandaise. Charrière, seul artiste invité à participer à l'expédition a photographié la découverte,.

## Expositions
Expositions personnelles
- Horizons, Dittrich & Schlechtriem, Berlin, Allemagne, 2011[33]
- On The Sidewalk, I Have Forgotten The Dinosauria Dittrich & Schlechtriem[34], Berlin, Allemagne, 2013
- We are all Astronauts, Centre Culturel Suisse, Paris, 2014[35]
- Clockwork, (en collaboration avec Julius von Bismark) Oben, Vienne, Autriche, 2014[36]
- Die Welt ist mittelgross, Kunstverein Arnsberg, Allemagne, 2014[37]
- Future Fossil Spaces, Musée cantonal des Beaux-arts de Lausanne, Lausanne, Suisse, 2014[38]
- Somewhere, Rudolph-Scharpf-Galerie, Wilhelm-Hack-Museum, Ludwigshafen, Allemagne, 2014
- Polygon, Galerie Bugada & Cargnel, Paris, France, 2015[39]
- Freeze, Memory, Sean Kelly Gallery, New York, 2016
- Into the Hollow, Dittrich & Schlechtriem, Berlin, Allemagne, 2016[40]
- For They That Sow the Wind, Parasol unit foundation for contemporary art, Londres, Angleterre, 2016[41]
- Julian Charrière, Musée Mönchehaus Goslar, Goslar, Allemagne, 2016[42]
- First Light, Galerie Tschudi, Zuoz, Suisse, 2016[43]
- Pitch Drop, Sies + Höke Galerie, Düsseldorf, Allemagne, 2016[44]
- Desert Now, (en collaboration avec Julius von Bismarck et Felix Kiessling) Steve Turner Gallery, Los Angeles, États-Unis, 2016[45]
- Objects In Mirror Might Be Closer Than They Appear, (en collaboration avec Julius von Bismarck) Villa Bernasconi, Grand-Lancy, Suisse, 2016
- Siempre cuenta cuántos cuentos cuentas, Despacio, San José, Costa Rica, 2016[46]
- Das Numen – Meatus, Dittrich & Schlechtriem, Berlin, Allemagne, 2017[47]
- Ever Since We Crawled Out, Galerie Tschudi, Zuoz, Suisse, 2017[48]
- Julius von Bismarck et Julian Charrière. I’m Afraid I Must Ask You to Leave, avec Julius von Bismarck, Kunstpalais Erlangen, Erlangen, Allemagne, 2018[49]
- An Invitation to Disappear, Ben Brown Fine Arts, Hong Kong, Chine, 2018[50]
- GASAG Kunstpreis 2018 : Julian Charrière. As We Used to Float, Berlinische Galerie, Berlin, Allemagne, 2018[51]
- An Invitation to Disappear | Giétro 2018 - 1818, Barrage de Mauvoisin, Musée de Bagnes, Le Châble, Suisse, 2018
- An Invitation to Disappear, Kunsthalle Mainz, Mayence, Allemagne, 2018[52]
- Twin Earth, avec Marguerite Humeau, SALTS, Bâle, Suisse, 2019[53]
- All We Ever Wanted Was Everything and Everywhere,  MAMbo, Bologne, Italie, 2019[54]
- Silent World, Dittrich & Schlechtriem, Berlin, Allemagne, 2019[55]
- Julian Charrière + Julius von Bismarck : I’m Afraid I Must Ask You to Leave, avec Julius von Bismarck, Sies + Höke, Düsseldorf, Allemagne, 2019[56]
- Towards No Earthly Pole, MASI Lugano, Lugano, Suisse, 2019[19]
- Towards No Earthly Pole, Sean Kelly Gallery, New York City, États-Unis, 2020[57]
- Thickens, pools, flows, rushes, slows, Sies + Höke, Düsseldorf, Allemagne, 2020[58]
- Towards No Earthly Pole, Aargauer Kunsthaus, Aarau, Suisse, 2020[59]
- Towards No Earthly Pole, Dallas Museum of Art, 2021[60]
- Soothsayers, DITTRICH & SCHLECHTRIEM, Berlin, Allemagne, 2021[61]

Expositions de groupe
- Berlin 2000 - Playing among the Ruins, Museum of Contemporary Art Tokyo, Tokyo, Japan, 2011[62]
- Über Lebens Kunst, Haus der Kulturen der Welt, Berlin, Allemagne, 2011[63]
- Without Destination, Reykjavik Art Museum, Reykjavik, Iceland, 2011[64]
- Common Ground, 13th International Architecture Exhibition – La Biennale di Venezia, Venise, Italie, 2012[65]
- Des Présents Inachevés, Les Modules du Palais de Tokyo at 12th Art Biennale de Lyon, Lyon, France, 2013[66]
- move, – align – avid / Vom Schwarm als Prinzip and Phäenomen, Kunstverein Harburger Bahnhof, Hamburg, Allemagne, 2013[67]
- Kochi-Muziris Biennale, Fort Kochi, Kerala, India, 2014[68]
- Festival of Future Nows, Neue Nationalgalerie, Berlin, Allemagne, 2014[69]
- One Place Next to Another, Winzavod Center for Contemporary Art, Moscou, Russie, 2014
- The Future of Memory, Kunsthalle Wien, Vienne, Autriche, 2015[70]
- Rare Earth, Thyssen-Bornemisza Art Contemporary, Vienne, Autriche, 2015[71]
- The Forces Behind The Forms, Galerie Taxispalais, Innsbruck, Autriche, 2015[72]
- The Forces Behind The Forms, Kunstmuseum Thun, Thun, Suisse, 2016[73]
- The Forces Behind The Forms, Kunstmuseen Krefeld, Museen Haus Lange and Haus Esters, Krefeld, Allemagne, 2016[74]
- Nuit blanche, Villa Médicis, Rome, Italie, 2016
- Zeitgeist - Art Da Nova Berlim, Centro Cultural Banco do Brasil, Rio de Janeiro, Brésil, 2016
- +ultra. gestaltung schafft wissen, Martin-Gropius-Bau, Berlin, Allemagne, 2016[75]
- Deep Inside, 5th Moscow International Biennale for Young Art, Moscou, Russie, 2016[76]
- Hybrid Modus. Hybrid Modus New positions in bio-, living- and digital sculpture, Skulptur Bredelar 2016, Bredelar, Pays-Bas, 2016[77]
- The End of the World, Centro per l’Arte Contemporanea Luigi Pecci, Prato, Italie, 2016[78]
- Interractions n°4, Les Abattoirs, FRAC Midi-Pyrénées, Toulouse, France, 2016[79]
- No One Belongs Here More Than You, Despacio, San José, Costa Rica, 2016[80]
- The Antarctic Biennale, Antarctica, 2017[81]
- Viva Arte Viva, 57th Venice Biennale, Venise, Italie, 2017
- Le Rêve des formes, Palais de Tokyo, Paris, France, 2017[82]
- Produktion. Made in Germany Drei, Sprengel Museum, Hanovre, Allemagne, 2017[83]
- Tidalectics, TBA21-Augarten, Vienne, Autriche, 2017[71]
- De Nature en Sculpture, Villa Datris, Foundation pour la sculpture contemporaine, L’Isle sur la Sorgue, France, 2017
- Biotopia, Kunsthalle Mainz, Mayence, Allemagne, 2017[84]
- Entangle / Physics and the Artistic Imagination, Bildmuseet, Umeå University, Suède, 2018-2019
- Beobachtung, Dittrich & Schlechtriem, Berlin, Allemagne, 2017[85]
- 57th International Art Exhibition: Viva Arte Viva, La Biennale di Venezia, Arsenale, Venise, Italie, 2017
- Notes on our Equilibrium, CAB Art Center, Bruxelles, Belgique, 2017[86]
- Post-Nature, A Museum as an Ecosystem, Taipei Biennial, Taipei Fine Arts Museum, Taipei, Taiwan, 2018[87]
- Entangle/Physics and the Artistic Imagination, Bildmuseet Umea, Sweden, 2018[88]
- Adapt to Survive: Notes from the Future, Concrete, Dubai, Émirats arabes unis, 2018[89]
- Wildnis, Schirn Kunsthalle Frankfurt, Frankfort, Allemagne, 2018[90]
- Paradise, Wesport Arts Center, Wesport, États-Unis, 2018[91]
- Everything Was Forever, Until It Was No More – 1st Riga Biennial, Former Faculty of Biology of the University of Latvia, Riga, Lettonie, 2018[92]
- Adapt to Survive: Notes from the Future, Hayward Gallery's HENI Project Space, Southbank Centre, Londres, Angleterre, 2018[93]
- WATER, Queensland Art Gallery of Modern Art, Queensland, Australie, 2019[94]
- El cuarto mundo – 14 Bienal de Artes Mediales de Santiago, Museu de Arte Contemporaneo, Santiago, Chili, 2019[95]
- Nowness Experiments: The Mesh, K11 Art Foundation, Shanghai, Chine, 2019[96]
- Gaïa, que deviens-tu?, Maison Guerlain, Paris, France, 2019[97]
- The Drowned World, Ontario Place Cinesphere; Toronto Biennial of Art, Toronto, Canada, 2019[98]
- Tomorrow is the Question, ARoS Aarhus Kunstmuseum, Aarhus, Danemark, 2019[99]
- Art Basel ‘With or Without People’, Hong Kong Convention and Exhibition Centre, Wan Chai, Chine, 2019
- La Fabrique du Vivant, Centre Pompidou, Paris, France, 2019[100]
- Bon Voyage! Reisen in der Kunst der Gegenwart, Ludwig Forum, Aix-La-Chappelle, Allemagne, 2020[101]
- Potential Worlds 2: Eco-Fiction, Migros Museum für Gegenwartskunst, Zurich, Suisse, 2020[102]
- Tiger in Space, Contemporary Art Museum of Estonia, Tallinn, Estonie, 2020[103]
- STUDIO BERLIN, Berghain, Berlin, Germany, 2020[104]
- Critical Zones, ZKM - Zentrum für Kunst und Medien, Karlsruhe, Allemagne, 2020[105]
- La collection, Musée Cantonal des Beaux-Arts Lausanne, Lausanne, Suisse, 2020
- (Un)endliche Ressourcen, Städtische Galerie Karlsruhe, Karlsruhe, Allemagne, 2020[106]
- Of Roots and Clouds, Sapporo International Art Festival, Sapporo, Japon, 2020[107]
- Angespannte Zustände, Staatsgalerie Stuttgart, Stuttgart, Allemagne, 2021
- Tonlagen, Hellerau European Centre of The Arts, Dresde, Allemagne, 2021
- How Will We Live Together?, 17. Internationale Architekturausstellung, La Biennale di Venezia, Venise, Italie, 2021
- Schweizer Skulpturen nach 1945, Aargauer Kunsthaus, Aarau, Suisse, 2021[108]
- Hans-Purrmann-Preis, Kulturhof Flachsgasse, Speyer, Allemagne, 2021
- Biocenosis, Art of Change 21, Parc Chanot, Marseille, France 2021
- 5. Sammlungspräsentation, Philara Collection, Düsseldorf, Allemagne, 2021
- Inventing Nature. Pflanzen in der Kunst, Staatliche Kunsthalle Karlsruhe, Karlsruhe, Allemagne, 2021[109]
- Scratching the Surface, Hamburger Bahnhof, Berlin, Allemagne, 2021[110]
- Climate Care - Reimagining Shared Planetary Futures, Vienna Biennial, MAK, Vienne, Autriche, 2021
- ISOLATION – Tree Analysis, Spiegelarche, Roldisleben, Allemagne, 2021[111]
- Guangzhou Image Triennial 2021, Guangdong Museum of Art, Province du Guangdong, Chine, 2021
- Im Wald, Kunsthaus Grenchen, Grenchen, Suisse, 2021[112]
- Prix Marcel Duchamp, Centre Pompidou, Paris, France 2021[113]